# Jenny Scobel
Jenny Scobel (* 1955 in Orrville, Ohio) ist eine US-amerikanische Künstlerin.
Sie zeichnet Porträts auf grundierte Holztafeln. Bildmaterial findet sie in Zeitungsausschnitten, Fotografien und Zeichentrickfilmen, aber auch kunsthistorische Zitate. Dargestellt werden sowohl (auch der Künstlerin) völlig unbekannte Menschen wie auch berühmte, vorwiegend Frauenköpfe wie etwa die junge Jacqueline Kennedy oder Michelle Pfeiffer. Der Hintergrund ist oft amerikanischen Comics entliehen.